# Jani Lyyski
Jani Lyyski est un footballeur finlandais, né le 16 mars 1983 à Mariehamn en Finlande. Il évolue comme stoppeur.

## Palmarès et Sélection
- Championnat de Finlande : 2016
- Finlande : 3 sélections